# Ordnungspolitik
Ordnungspolitik umfasst die Vorschriften, Institutionen und Handlungen, die es ermöglichen, die Wirtschaft nach den Prinzipien von Markt und Wettbewerb zu organisieren. Dabei kommt es vor allem darauf an, den Wettbewerb sicherzustellen und die Freiräume der Einzelnen für ihre wirtschaftliche Betätigung zu gewährleisten.

## Aufgaben
Ordnungspolitik greift in den Verlauf des Wirtschaftsgeschehens nur zeitweilig ein und ist eine auf Dauer ausgerichtete Politik. Träger ist hier also durch eine entsprechende Ausarbeitung der rechtlichen Rahmenbedingungen die Legislative.
Ordnungspolitische Tätigkeiten können die Qualität des Wirtschaftssystems beeinflussen, daher sollten die Maßnahmen so angelegt werden, dass sie als sichere Planungsgrundlage dienen können.
Ihre Aufgaben sind folglich:
- Definition der Freiheitsrechte
- Garantie der Eigentumsordnung
- Aufrechterhaltung des Wettbewerbs
- soziale Sicherungssysteme
- Umverteilung
- Schaffung stabiler Rahmenbedingungen für die Wirtschaft

## Ordnungspolitik als wirtschaftspolitische Strategie
Als Wirtschaftspolitik werden die gesamten politischen Bestimmungen bezeichnet, mit denen der Staat Wirtschaftsverläufe regelt, sie beeinflusst oder in wirtschaftliche Durchführungen eingreift. Dabei werden in der Wirtschaftspolitik diese drei Bereiche unterschieden:
- Ordnungspolitik: Gestaltung der Wirtschaftsordnung
- Konjunkturpolitik: Einflussnahme auf wirtschaftliche Abläufe
- Strukturpolitik: Einflussnahme auf Wirtschaftsstrukturen

Die ordnungspolitischen Instrumente wirken einerseits nach innen und sind somit Bestandteile nationaler Ordnungspolitik (z. B. Wirtschafts-, Sozial- und Arbeitsgesetzgebung), können aber auch nach außen wirken und sind in diesem Fall Aspekte internationaler Ordnungspolitik (z. B. regionale Wirtschaftsintegration, internationale Handelsabkommen).

## Aufgabenverteilung zwischen Staat und Markt in einer Marktwirtschaft aus ordoliberaler Sicht
Einige Kernaussagen von Staat und Markt:
| Staat | Markt |
| --- | --- |
| - Private Eigentums- und Verfügungsrechte sichern - Vertragsfreiheit und Haftung gewährleisten - Infrastruktur, Schulbildung, Grundlagenforschung finanzieren - Definition und Kontrolle der Einhaltung sozialer Mindeststandards auf den Märkten - Bereitstellung eines von allen Wirtschaftssubjekten durch Konvention akzeptierten und möglichst wertstabilen Zahlungsmittels | - Effiziente Verwendung knapper Ressourcen - Langfristige Gewinne durch Befriedigung der Konsumentenwünsche erwirtschaften - In Forschung und Entwicklung für Innovationen investieren - Optimale Produktionsstruktur für den Einsatz der Produktionsfaktoren schaffen |

Ziel: Verlässliche Ordnungs- und Sozialpolitik
Ziel: Effiziente Produktion